# Andrena lupinorum
Andrena lupinorum är en biart som beskrevs av Cockerell 1906. Andrena lupinorum ingår i släktet sandbin, och familjen grävbin. Inga underarter finns listade i Catalogue of Life.

## Bildgalleri

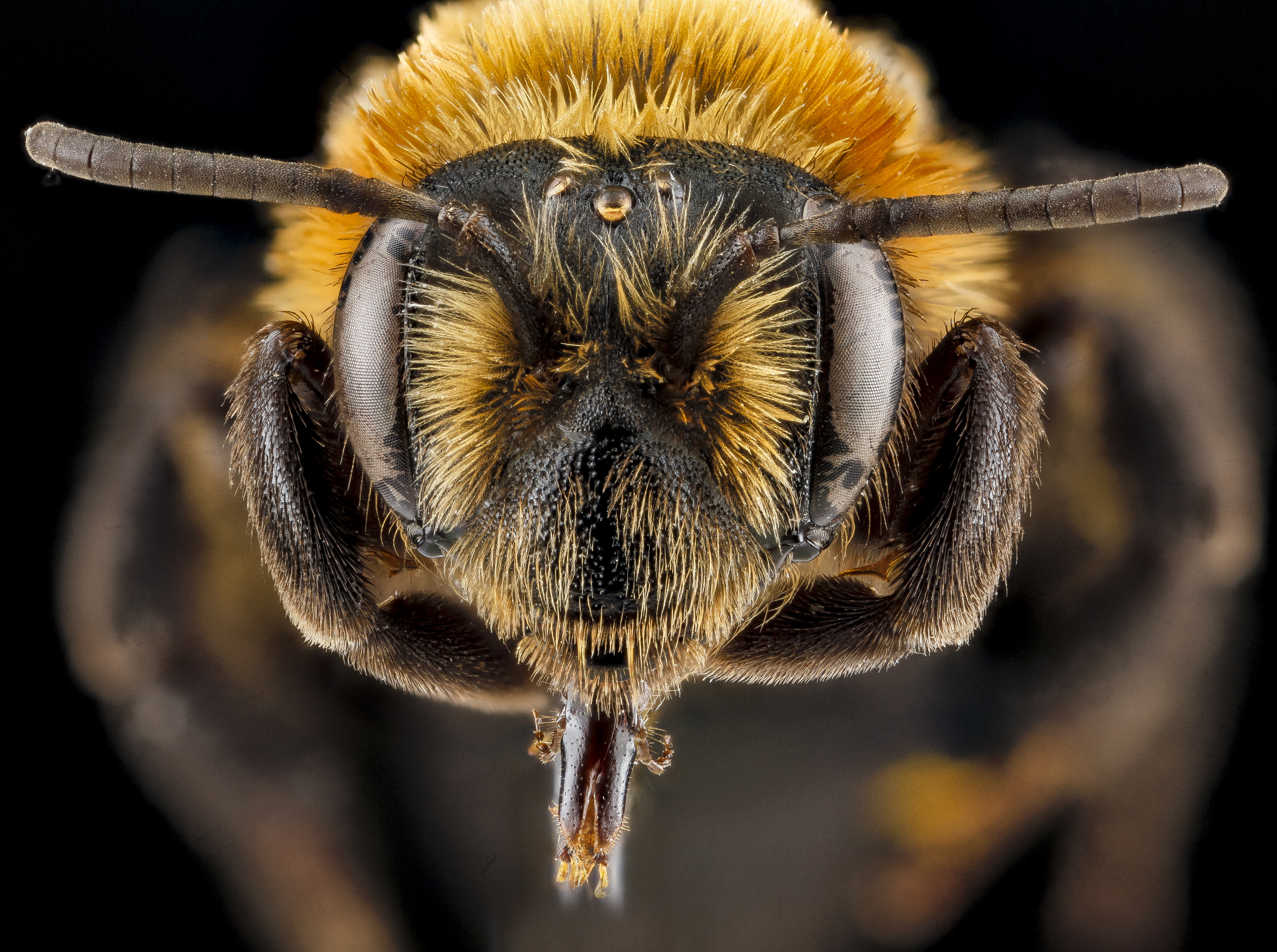
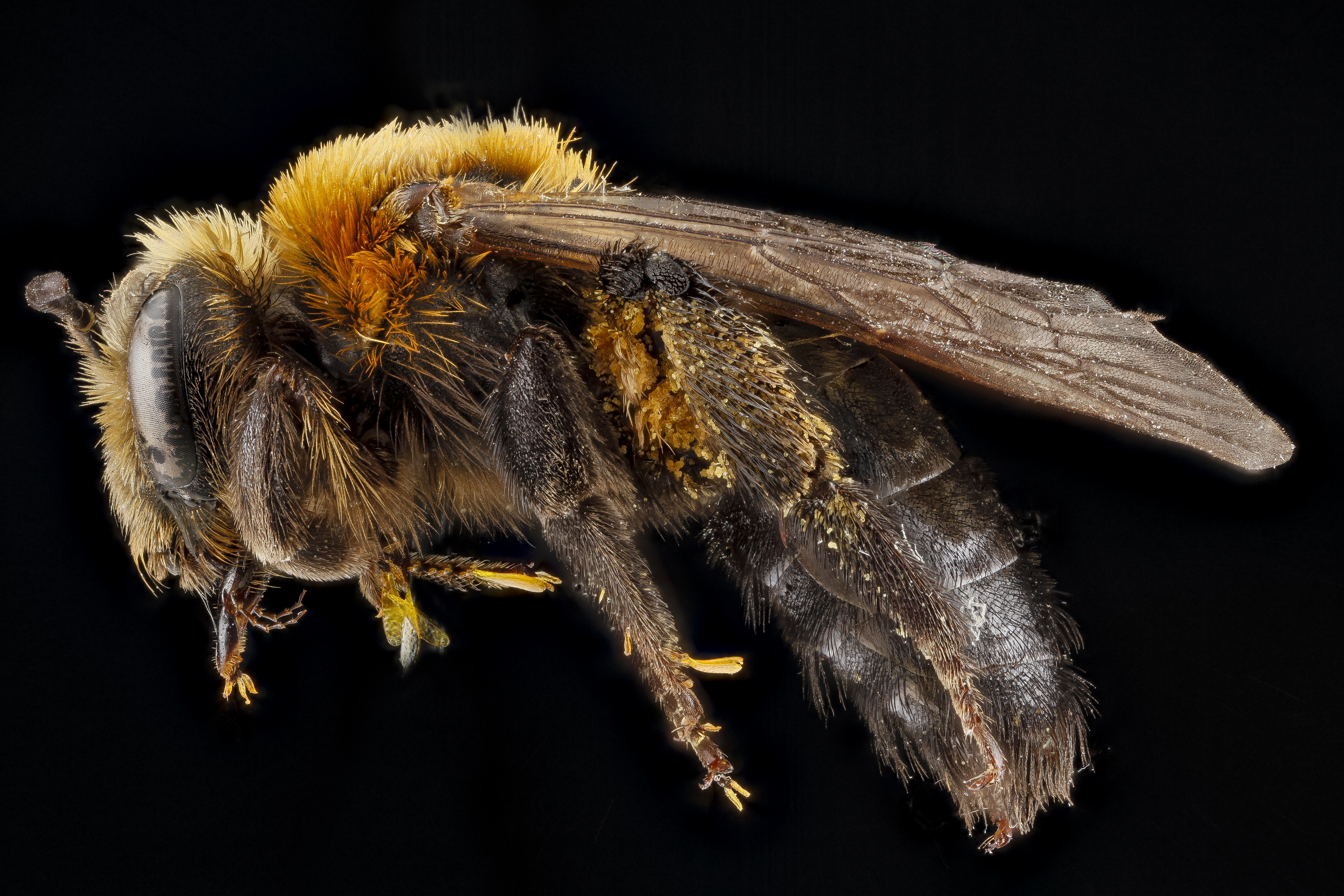